# 南海ヒーリングビレッジ
南海ヒーリングビレッジ（なむへ（なめ）こくさいひーりんぐびれっじ）は慶尚南道が造成中の国際リゾート地「南海ヒーリングアイランド」の一部。2017年に第一弾工事が終了、2022年に第二弾工事が終了予定。

## 目的
慶尚南道の50年計画に基づき、現代人へのヒーリング（癒やし）の提供や歴史文化資源の観光資源化により様々な観光目的に応えるため建設される。

## 概要
- 場所：慶尚南道南海郡昌善面（朝鮮語版）ジンドンリ654番地
- 事業期間：2013年～2017年
- 広さ：172,130㎡
- 施設：ヒーリングセンター、エコ住宅、多目的コミュニティセンター、展示施設、駐車場、公園、遊歩道、展望台、上下水道など
- 事業費：120億ウォン
- 在日韓国人30世帯が民間資本により誘致され、近くのドイツ村やアメリカ村と連携して国別のテーマストリートとして脚光を浴びるものと見られている[2]

## アイランド全体の計画
ホン・ジュンピョ慶尚南道知事が2015年1月27日に南海郡を訪れ語ったところによると、南海ヒーリングアイランド全体の事業費は6495億ウォン。ヒーリングセンター・エコ住宅中心の「ヒーリングビレッジ」の他、マリーナコンドミニアム中心の「サントリーニ型観光リゾート開発」、ダイエット施設·スパヴィラ中心の「ダイエット宝島」、ゴルフ場・レクリエーションコンドミニアム中心の「ヒーリング複合リゾート」が造成される。

## 参照
1. ↑  “경남도, 지역균형발전 본격 추진으로 ‘서부경남 시대’ 연다”. 2021年4月14日閲覧。
2. ↑  “남해 ‘힐링아일랜드’ 조성사업 가시화”. 慶南日報. (2014年2月18日) 2015年7月23日閲覧。
3. ↑  “홍준표 “남해 힐링 아일랜드 조성, 국제적 관광휴양지 만들 것””. TourKOREA. (2015年1月27日) 2015年7月23日閲覧。